# 弗洛里亚努-佩绍图
弗洛里亚努-佩绍图是巴西南大河州的一个市镇。总面积168.429平方公里，总人口2148人，人口密度12.8人/平方公里。